# Тропически горски дракон
Тропическите горски дракони (Gonocephalus liogaster), наричани също борнейски гоноцефали, са вид влечуги от семейство Агамови (Agamidae).
Разпространени са в екваториалните гори на Суматра и Борнео.